# Maxitrail
Maxitrail é uma categoria de motocicletas desenvolvidas para cruzar grandes distâncias tanto por estradas pavimentadas como estradas de terra como chão batido.

## Descrição
Os modelos mais conhecidos desta categoria são as BMW R1200 GS, Honda XL 1000V Varadero, Suzuki DL 1000 VStrom, Ducati Multistrada, Buell Ulysses, dentre outros.

## Histórico
A categoria surgiu das motos denominadas "trails", projetadas para andar nas trilhas, fora das estradas, em pisos de terra, areia ou cascalho. Normalmente modelos menores com motores entre 125, 250 ou 350 centimetros cúbicos, leves e com grande maneabilidade para andar "fora-de-estrada".
Em setembro de 1975, a Yamaha lançou a XT500, na convenção dos revendedores dos Estados Unidos (a Europa somente teria disponível em 1976). Foi produzida até 1981 com seu monocilindro de quatro tempos, consagrada pela vitória no primeiro rally Paris-Dakar, somente na França foram vendidas mais de 62.000 unidades de 1976 a 1990.
Com o aumento de cilindrada para 550, 600 e hoje com 660 centimetros cúbicos, formou-se a categoria chamada de Big-Trails, chegando a 750 e até 800 centímetros cúbicos de cilindrada. Diversos fabricantes criaram modelos nesta categoria, como a Honda, Yamaha, Suzuki, BMW, Ducati, Cagiva, KTM e outras. Identificando uma demanda por motos de alto desempenho, as bigtrails subiram de categoria, ganhando potência, cilindrada e performance, criando-se a categoria das Maxitrails.